# Мари Мириам
Мари Мириам (фр. Marie Myriam, настоящее имя Мириам Лопес, фр. Myriam Lopes; род. 8 мая 1957, Кананга, Бельгийское Конго) — французская певица, победительница конкурса песни Евровидение 1977 года.
Родилась в Португалии, часть детства провела в Заире. Дебютировала на сцене в 1976 году с французской песней «Ma colombe» (Мой голубь), которая завоевала особую популярность во франкоязычном канадском Квебеке.
В 1977 году накануне своего двадцатилетия стала победительницей конкурса песни Евровидения, исполнив песню «L’oiseau et l’enfant».
В конце 1970-х принимала активное участие в серии рождественских телепередач для молодёжи Les Visiteurs de Noël на телеканале Télévision Française 1 (TF1).
В 1980 году фирма «Мелодия» выпустила в СССР её альбом под названием «Поёт Мари Мириам» (C60 14757-8).
В 1989 году участвовала в организованных Шарлем Азнавуром концертах, сборы от которых пошли на помощь пострадавшим от землетрясения в Армении.
Во второй половине 2000-х регулярно представляла результаты голосования французских телезрителей на конкурсах песни Евровидения.

## Дискография
- 1976: Ma colombe
- 1977: Toutes les chansons du monde
- 1979: Toujours partir
- 1979: Le coeur somnambule
- 1979: Les Visiteurs de Noël
- 1979: Chansons pour Casimir
- 1982: Nils Holgersson
- 1982: Sentimentale
- 1985: La plus belle chanson d’amour
- 1985: Vivre
- 1985: Nostalgia
- 1987: Tout est pardonné
- 1988: Dis-moi les silences
- 1988: En plein cœur
- 1989: Pour toi Arménie
- 1989: La solitude des rois
- 1991: VII
- 1992: Petit homme
- 1994: 14 plus grands succès
- 1995: Atout
- 1996: Charme
- 2007: Encore